# 011 (књига)
011: са ауторовим илустрацијама је дело које је написао Момо Капор, први пут објављено 1981. године у сопственом издању. Поновљено издање је штампала издавачка кућа "Дерета" 2017. године.

## О аутору
Момчило Момо Капор (Сарајево, 3. април 1937 - Београд, 3. март 2010) је био српски романсијер, сликар и писац кратких прича. Године 1961. је дипломирао сликарство на Академији ликовних уметности у Београду. Писао је романе, приче, као и филмске и телевизијске сценарије. По његовим романима снимљено је неколико филмова. Сам је илустровао своје књиге, негујући посебан лирски цртачки стил. Дела су му превођена на француски, немачки, пољски, чешки, бугарски, мађарски, словеначки и шведски језик.
Био је редовни члан Академије наука и умјетности Републике Српске.

## О делу
Књига 011 је први део трилогије записа о Београђанима, о њиховом граду и животу у њему. Други део трилогије је књига Исток-Запад, а завршни део је Хало, Београд.
Књига 011 је једно од дела који су посвећени Београду и његовим становницима, њиховом начину живота и менталитету. То је својеврсни водич кроз град, написан у облику кратких одломака. Сваки од њих уводи читаоца у београдске тајне, приказујући „ситнице које живот значе“. Главни јунак окњиге 011 је јединствени и неуништиви дух Београда у свим његовим облицима. Капор је као и многе друге књиге које је написао, илустровао и ову. Цртежи у књизи допуњују и заокружују свет и причу о Београду.
О Београду о коме је писао Момо Капор је рекао:
| „ | Волим, на известан начин, свој мали луди Београд! У неком нормалнијем граду мислим да би скапао од досаде. | ” |